# 拉克桑尼 (喬治亞州)
拉克桑尼（英語：Luxomni）是位於美國喬治亞州格威內特縣的一個非建制地區。該地的面積和人口皆未知。

## 地理
拉克桑尼的座標為33°53′46″N 84°06′59″W / 33.89611°N 84.11639°W，而該地的平均海拔高度為269米（即883英尺）。